# Strofa Burnsa
Strofa Burnsa – strofa sześciowersowa dwurymowa, składająca się z wersów jambicznych czterostopowych (wersy pierwszy, drugi, trzeci i piąty) i dwustopowych (wersy czwarty i szósty) rymowana aaabab. Swoją nazwę zawdzięcza częstemu wykorzystywaniu przez największego poetę Szkocji Roberta Burnsa. 

But Mousie, thou art no thy-lane,
In proving foresight may be vain:
The best laid schemes o’ Mice an’ Men
Gang aft agley,
An’ lea’e us nought but grief an’ pain,
For promis’d joy!

Schemat strofy występował już w średniowieczu w twórczości trubadurów prowansalskich.